# Beaver
Beaver — метеорит-хондрит масою 25628 грам.